# Trathala nigrifrons
Trathala nigrifrons là một loài tò vò trong họ Ichneumonidae.